# Grafschaft Castell
Die Grafschaft Castell war von 1202 bis 1806 eine reichsständische Grafschaft im Fränkischen Reichskreis, die zuletzt etwa 10.000 Einwohner mit 30 geschlossenen Ortschaften, 8 Kondominatsorten und zahlreichen Besitzungen in fremden Herrschaftsbezirken umfasste.

## Geschichte
1057 wurde Rupert, der erste Vertreter der Adelsfamilie Castell, urkundlich in der Ortschaft Castell erwähnt. 1202 wurde die Familie in den Reichsgrafenstand erhoben, die damalige Grafschaft umfasste im Wesentlichen Gebiete zwischen dem Westhang des Steigerwaldes und dem Main. 1398 verlieh König Wenzel den Grafen zu Castell auch das Münzrecht. 1457 drohte unter Graf Wilhelm II. der finanzielle Ruin, die Grafschaft wurde Lehen des Hochstifts Würzburg, konnte aber in den folgenden Jahrzehnten ihre Reichsstandschaft bewahren. In den Jahren 1546 bis 1559 führten die Castell die Reformation in der Grafschaft ein. Nach der Teilung der Grafschaft im Jahr 1546 zog Graf Georg II. zeitweilig in das alte Schloss Rüdenhausen ein und wählte 1556 das Wasserschloss als ständigen Wohn- und Regierungssitz. Damit war die Linie der Grafen Castell-Rüdenhausen begründet. Graf Konrad blieb in Castell, Graf Heinrich übernahm mütterliches Erbe (Teile der Grafschaft Wertheim) und baute in Remlingen ein neues Schloss. Da weder Graf Konrad noch Graf Heinrich männliche Nachkommen hatten, wurde die Grafschaft 1597 erneut geteilt zwischen den Söhnen von Georg II. – Wolfgang II. (Castell-Remlingen) und Gottfried (Castell-Rüdenhausen). 1803 starb die Linie Castell-Rüdenhausen aus. Zwei Brüder der Linie Castell-Remlingen gründeten die neuen Linien Castell-Castell (Albrecht-Friedrich Carl) und Castell-Rüdenhausen (Christian Friedrich).
Während der Napoleonischen Kriege wurde die Grafschaft Castell 1806 mediatisiert und mit der Rheinbundakte in das Königreich Bayern eingegliedert. Die bisherigen Landesherren wurden zu erblichen „Reichsräten der bayrischen Krone“ ernannt.
Für die Verwaltungs- und Gerichtsorganisation der Grafschaft Castell siehe die Liste der Ämter der Grafschaft Castell.